# راین-نکار-کرایس
راین-نکار-کرایس (به آلمانی: Rhein-Neckar-Kreis) یک شهرستان در آلمان است که در کارلسروهه واقع شده‌است.

## خصوصیات
راین-نکار-کرایس ۵۳۵٬۲۸۴ نفر جمعیت دارد.